# Người Mỹ bản địa tại Hoa Kỳ
Người Mỹ bản địa Hoa Kỳ (tiếng Anh: Indigenous Americans), còn gọi là người Mỹ da đỏ hay người Anh-điêng, là những cư dân gốc của lãnh thổ nay gọi là Hoa Kỳ. Có hơn 500 bộ lạc được liên bang công nhận ở Hoa Kỳ. Thuật ngữ này không bao gồm người Hawaii bản xứ và một số người bản địa Alaska. Tổ tiên của người Mỹ bản địa hiện đại đã đến Hoa Kỳ cách đây ít nhất 15.000 năm, có thể sớm hơn nhiều, từ châu Á qua cầu đất liền Beringia. Một loạt các dân tộc, xã hội và văn hóa sau đó đã được phát triển.
Người Mỹ bản địa đã bị ảnh hưởng rất nhiều bởi thuộc địa châu Âu của châu Mỹ, bắt đầu vào năm 1492, và dân số của họ giảm một cách nặng nề do các dịch bệnh du nhập từ người da trắng như bệnh đậu mùa, chiến tranh và chế độ nô lệ. Sau khi thành lập Hoa Kỳ, nhiều người Mỹ bản địa đã phải chịu các hậu quả chiến tranh, bị tiêu diệt và các hiệp ước bất bình đẳng, và họ tiếp tục bị các chính sách phân biệt đối xử vào thế kỷ 20. Kể từ những năm 1960, các phong trào tự trị, tự quyết của người Mỹ bản địa đã dẫn đến những thay đổi đối với cuộc sống của người Mỹ bản địa, mặc dù vẫn còn nhiều vấn đề đương thời mà người Mỹ bản địa phải đối mặt. Ngày nay, có hơn năm triệu người Mỹ bản xứ ở Hoa Kỳ.

## Lịch sử

### Thời kỳ tiền Columbus
Hiện nay người ta vẫn chưa biết những người Mĩ bản địa đầu tiên đến Châu Mĩ như thế nào. Giới khoa học chỉ có thể đặt ra giả thuyết rằng những người Mĩ bản địa đầu tiên vốn có nguồn gốc từ lục địa Âu-Á, họ di cư đến Châu Mĩ thông qua cầu đất liền Beringia vào cuối thời kì băng hà từ khoảng 10.000 đến 100.000 năm trước công nguyên.
Lịch sử người Mĩ bản địa tại Hoa Kỳ vào thời kì tiền Columbus hiện vẫn còn nhiều điều chưa được khám phá. Nguyên nhân là do nền văn minh của họ lúc này vẫn còn ở thời kì đồ đá, không có một hệ ngôn ngữ chữ viết nào của người Mĩ bản địa được tìm thấy nên hầu như các nghiên cứu đáng tin cậy về lịch sử của người Mĩ bản địa chỉ có thể tìm hiểu thông qua khảo cổ học.
Giới học giả tin rằng các Paleo-Indians (những người Anh điêng cổ đại) Hoa Kỳ đầu tiên đã bắt đầu định cư ở Đại Bình nguyên Bắc Mỹ, Ngũ Đại Hồ và lưu vực Sông Mississippi vào khoảng 10 vạn năm trước. Những người này đã để lại các di chỉ như các làng mạc hoặc các bức họa trên các tảng đá, hang động,...v.v mô tả về hoạt động săn bắn của họ.

### Hình thái xã hội
Xã hội Người Mĩ bản địa thời tiền Colombus vẫn là xã hội của bộ lạc. Các bộ lạc lớn như Blackfoot, Cheyenne, Dakota, Comanche,... lại chia thành các ngôi làng lớn. Một số bộ lạc nhỏ hơn tầm vài ngàn người thì thường chỉ phân bố thành vài ngôi làng hay chỉ một ngôi làng. Việc phân bố sinh sống giúp người Mĩ Bản địa có thế quản lý vấn đề săn bắt lương thực mà ít phải cạnh tranh lẫn nhau hơn.
Không giống như những người Mĩ bản địa ở phía nam như Mexico và các nước Mĩ Latin, người Mĩ bản địa ở Hoa Kỳ vào thời kì tiền Colombus hầu như chưa phát triển nông nghiệp mà vẫn còn phụ thuộc vào việc săn bắt và hái lượm. Những người Mĩ bản địa việc săn bắn Bò rừng bison để giải quyết vấn đề lương thực, tuy nhiên một số bộ lạc sinh sống ở Bờ Tây Hoa Kỳ và Alaska - nơi không có bò rừng Bison - thì lại phụ thuộc vào việc đánh bắt cá hồi.
Các bộ lạc sống trong khu vực Đại Bình nguyên thường phải sống theo kiểu du mục để có thể theo đuổi các đàn bò Bison di cư (Ngoại trừ lúc mà các bộ lạc bắt buộc phải sống định cư để vượt qua mùa đông khắc nghiệt) . Một số bộ lạc như Hidatsa, Mandan, Pawnee, Omaha sống định cư vào mùa xuân quanh bờ sông Mississippi để trồng ngô và bí nhưng vẫn phải chuyển sang sống du mục săn bắt các đàn bò Bison khi mùa hè đến.

### Bò Bison
Các đàn bò Bison thường có số lượng đông khủng khiếp đến mức các nhà thám hiểm châu Âu vào thế kỉ 16 vẫn còn phải choáng ngợp và mô tả rằng "Các đàn bò đông đúc đến mức làm đen kịt cả vùng Đại Bình nguyên", rằng "Một đàn bò Bison di cư phải tốn 3 ngày mới băng qua hết Sông Missouri" rằng "Ước tính một đàn bò có thể lên đến 4 triệu con".
Bò Bison cung cấp gần như tất cả mọi thứ cho người Mĩ bản địa, từ lương thực, quần áo cho đến chỗ ở.
Thịt bò Bison thường được chế biến để dễ bảo quản thành chà bông hoặc thịt khô để dự trữ. Để chế biến chà bông bò Bison, họ dùng búa đá để giã cho thịt phơi khô đến khi nó tơi ra, sau đó họ trộn chà bông với mỡ bò rồi để chúng vào các túi làm từ da bò Bison. Người Mĩ bản địa chỉ dùng thịt bò Bison tươi khi họ dư dả thịt (thường là mùa hè), họ nướng chúng lên và thưởng thức cùng nhau quanh lửa trại. Họ cũng tin rằng thịt bò Bison cái ngon hơn thịt bò Bison đực.
Ngoài lương thực, bò Bison còn cung cấp da để làm áo choàng, găng tay, mũ, giày Moccasin,...(Bò Bison mùa đông có bộ lông dày) hoặc áo và xà cạp (Bò Bison mùa xuân,hè và thu có bộ lông ngắn). Da bò Bison đực thường dai hơn da bò Bison cái, nếu để sống và phơi khô, da bò Bison đực có thể dùng làm khiên còn da bò Bison cái có thể dùng làm lều.
Xương bò Bison có thể dùng làm công cụ. Gân bò Bison được dùng làm kim chỉ hoặc dây cung. Sừng bò làm muỗng hoặc muôi. Dạ dày bò được dùng làm túi đựng lương thực hoặc nước. Phân bò được làm chất đốt.
Mỗi khi đến mùa săn bắt, các bộ lạc thường nhộn nhịp hẳn lên, đàn ông thì chuẩn bị cho các cuộc săn bắt còn đàn bà thì lo việc lột da, nấu nướng và bảo quản thịt bò.
Việc săn bắt bò Bison thường không khó khăn lắm vì người Mĩ bản địa cho rằng chúng kém cả về trí khôn lẫn thị lực. Họ sử dụng rất nhiều phương pháp như quây đàn bò lại để những con mạnh khỏe chạy thoát ra ngoài trong khi những con yếu ớt bị tụt lại sẽ dễ bị hạ gục bằng cung tên, hoặc họ lùa đàn bò nhảy xuống vực, hoặc họ khoác lên tấm da bò rồi kêu để dụ đàn bò vào bãi quây nơi họ có thể thoải mái bắn hạ chúng bằng tên mà không sợ chúng bỏ chạy, hoặc dùng lửa, hoặc mai phục các đàn bò vượt sông,...
Những người già và yếu ớt thường không thể săn được bò nhưng cũng không thiếu nhiều người mạnh khỏe hào phóng sẵn sàng chia sẻ thịt bò săn được cho họ.
Mặc dù số lượng bò Bison là vô số, song các bộ lạc vẫn có nhiều qui định nghiêm ngặt cho việc săn bắt chúng. Không ai được phép tự ý săn bò mà không có lệnh của tù trưởng và cũng không được phép quấy rối đàn bò mà không phải vì lí do lấy thực phẩm. Những ai vi phạm sẽ bị trừng phạt thích đáng: quần áo và vũ khí bị tiêu hủy, bị làm nhục trước cả bộ lạc, hoặc bị đuổi đi.
Với những con bò Bison nặng hàng trăm kí, người Mĩ bản địa thường phải mổ chúng để chia nhỏ thịt lại dễ vận chuyển bằng sức người hoặc dùng chó kéo.

### Nền dân chủ bộ lạc
Toàn bộ luật lệ, phán quyết và quyết định của cả bộ lạc sẽ được quyết định bởi một hội đồng các thủ lĩnh của bộ lạc. Các tù trưởng không được quyền quyết định tối cao với bất kì ai khác, nhiệm vụ của tù trưởng là làm trọng tài phân xử và hòa giải giữa hai bên. Hầu hết các vụ việc ít nghiêm trọng sẽ được dàn xếp trong sự thuyết phục. Song nếu vụ việc quá nghiêm trọng, hình phạt sẽ được quyết định bởi hội động các thủ lĩnh. Hình phạt thường sẽ là đền bù bằng tài sản, bị đuổi khỏi bộ tộc hoặc xử tử.

### Văn hoá chiến tranh
Vũ khí của người Mĩ bản địa thời kì tiền Colombus thường là gậy, giáo và cung tên. Họ sử dụng đá, gạc nai và gỗ để làm nguyên liệu cho vũ khí. Cung thường chỉ dài 0,9m với các bao tên chứ đến cả trăm mũi tên dài 0,6m. Các cung thủ điêu luyện có thể bắn 8 mũi tên lên không trung cùng lúc.
Trước khi có sự xuất hiện của người da trắng, các bộ lạc người Mĩ bản địa thường đánh lẫn nhau để tranh giành địa bàn săn bắt bò Bison. Hiếu chiến nhất là bộ lạc Cheyenne thường xuyên đánh nhau với các bộ lạc Kiowa, Crow,... Các bộ lạc không chủ tâm giết chóc bộ lạc khác đến cùng hoặc bắt nô lệ. Người Mĩ bản địa sống theo kiểu du mục, họ không cần nô lệ hay tù binh.
Các trẻ em nam thường được huấn luyện từ thuở nhỏ thông qua trò chơi đánh trận giả và được tham gia chiến đấu thực sự khi chúng đủ tuổi. Các gia đình thường truyền lại cho con em vũ khí của ông cha chúng. Người Mĩ bản địa thường dạy cho trẻ em về sự quả cảm trong chiến đấu là thứ mà chúng nên noi theo.
Người Mĩ bản địa ưa thích việc tấn công chớp nhoáng hơn là phòng thủ, do đó họ dễ bị hoảng loạn khi bị kẻ thù tấn công bất ngờ. Bản chất dân du mục cũng khiến họ không muốn xây dựng các công trình để phòng thủ các ngôi làng khỏi kẻ thù.
Người Mĩ bản địa đề cao sự quả cảm trong chiến đấu nên họ rất coi trọng các chiến công. Để xác nhận được việc tiêu diệt một kẻ thù, họ có tập tục lột da đầu từ xác nạn nhân.
Tuy nhiên, để đánh giá một cách chính xác nhất, các bộ lạc thường sẽ tính điểm chiến công dựa trên số lần tấn công và vũ khí tấn công. Hạ địch bằng gậy sẽ được coi trọng hơn bằng lao, hạ địch bằng lao thì sẽ được coi trọng hơn dùng cung tên, họ lý luận rằng tiêu diệt địch ở khoảng cách càng xa thì càng ít dũng cảm. Các chiến binh sẽ kể lại công lao của mình cho cả làng nghe sau khi trận đánh kết thúc, song ít ai dám nói dối về thành tích của mình vì có thể dễ dàng bị phát hiện bởi những chiến binh khác.
Một số bộ lạc cũng coi trọng việc hỗ trợ nhau hạ gục kẻ thù, chiến công của cả nhóm sẽ được ghi nhận lại bởi các đồng đội khác trên chiến trường. Song chỉ những ai hạ gục kẻ thù lúc còn sống mới được tính điểm cao nhất, những ai chỉ lột da đầu sẽ bị xếp sau cùng.
Không phải cứ hạ càng nhiều kẻ thù mới là quả cảm, một số bộ lạc cho rằng việc bị thương hoặc cứu đồng đội cũng là một chiến công.
Sau khi được xác nhận chiến công, người Mĩ bản địa có nhiều cách để khoe "huân chương" của anh ta. Anh có thể vẽ các chiến công của mình ngoài lều, khiên hoặc quần áo hoặc dùng lông chim lên mũ lông vũ hoặc da đầu. Một số bộ lạc dùng đuôi sói buộc vào giày Moccasin để biểu thị cho chiến công.

## Ngôn ngữ
Do sự phân hóa về địa lý đã khiến hệ ngôn ngữ của người Mĩ bản địa trở nên cực kì phức tạp với hơn 300 ngôn ngữ nói, trong đó hàng chục ngôn ngữ được xem là một hệ ngôn ngữ riêng không dính dáng với bất kì hệ ngôn ngữ nào khác.
Về chữ viết thì người Mĩ bản địa không có chữ viết, họ chỉ có các chữ cái tượng hình và mỗi chữ biểu thị cho một từ hoặc một ý.
Song phổ biến nhất là ngôn ngữ cử chỉ, khác với ngôn ngữ nói, người Mĩ bản địa gần như rất thống nhất với nhau về ngôn ngữ cử chỉ.

## Tôn giáo và tín ngưỡng
Phần lớn các bộ lạc người Mĩ bản địa tin rằng có các linh hồn tồn tại ở khắp nơi và trong mọi thứ. Họ tin rằng các linh hồn cổ xưa có thể kết nối thông qua các điềm báo qua các giấc mơ. Từ các điềm báo này sẽ quyết định rất nhiều thứ trong cuộc sống của họ. Một chiến binh hoàn toàn có quyền từ chối việc ra trận nếu như anh ta nói rằng có các điềm báo xấu trong mơ.
Ngoài ra người Mĩ bản địa còn có một nghi thức được gọi là Vũ điệu Mặt Trời, trái với nghi thức vũ điệu mặt trời chỉ mới cách đây vài trăm năm. Vũ điệu Mặt Trời cổ xưa thường được thực hiện bởi các nhân vật quan trọng trong bộ lạc, theo đó người này sẽ nhảy múa nhiều ngày cho đến khi ông ta ngã gục vì kiệt sức, trong lúc bất tỉnh giữa cõi sống và cõi chết, ông sẽ mơ thấy thấy các điềm báo quan trọng cho vận mệnh của cả bộ lạc của mình.